# Кулье
Ку́лье — деревня в Кулейской волости Печорского района Псковской области.
Расположена у западного побережья Псковского озера (на правом берегу пограничной реки (в виде залива) Кулейская (Кулья)), на границе с Эстонией. Неподалёку есть ещё ряд деревень: к северо-востоку — Заболотье, к востоку — Замошье и далее — волостной центр Киршино.

## Население
Численность населения деревни по состоянию на 2000 год составляла 156 жителей.
| 2001 | 2002 | 2010 |
| ---- | ---- | ---- |
| 156  | ↘149 | ↘140 |

## История
Упоминается в Писцовых книгах 1585—1987 годов как погост Кулье — центр Кулейской губы.
В источниках 1652 года упоминается въ приказѣ Кулейскомъ, примерно 1790 года — Село Куля, 1855–1859 годов — Кульё, 1886 года — Kuolja, Kuulja, 1904 года — Kul´je (церковная деревня).
В 1922 году, когда деревня входила в состав Эстонии, была основана волость Куулья (Кулье) (эст. Kuulja (Kulje) vald), в 1939 году переименованная в волость Калда (эст. Kalda vald).
В 1944 году был сформирован Кулейский сельсовет, в 1995 году переименованный в Кулейскую волость.
Кулейская церковь впервые упомянута примерно в 1350 году (ко святому Иліи въ Кулью).

## Топографические карты
- Лист карты O-35-XVI Пылва. Масштаб: 1 : 200 000. Издание 1980 г.